# الیبیلی، اردملی
الیبیلی، اردملی (به لاتین: Alibeyli, Erdemli) یک منطقهٔ مسکونی در ترکیه است که در استان مرسین واقع شده‌است.

## خصوصیات
الیبیلی ۵۸۰ نفر جمعیت دارد و ۱٬۲۴۰ متر بالاتر از سطح دریا واقع شده‌است.